# Hunsel
Hunsel est un village néerlandais situé dans la commune de Leudal, dans la province du Limbourg néerlandais. Le 1er janvier 2007, le village comptait 963 habitants.

## Histoire

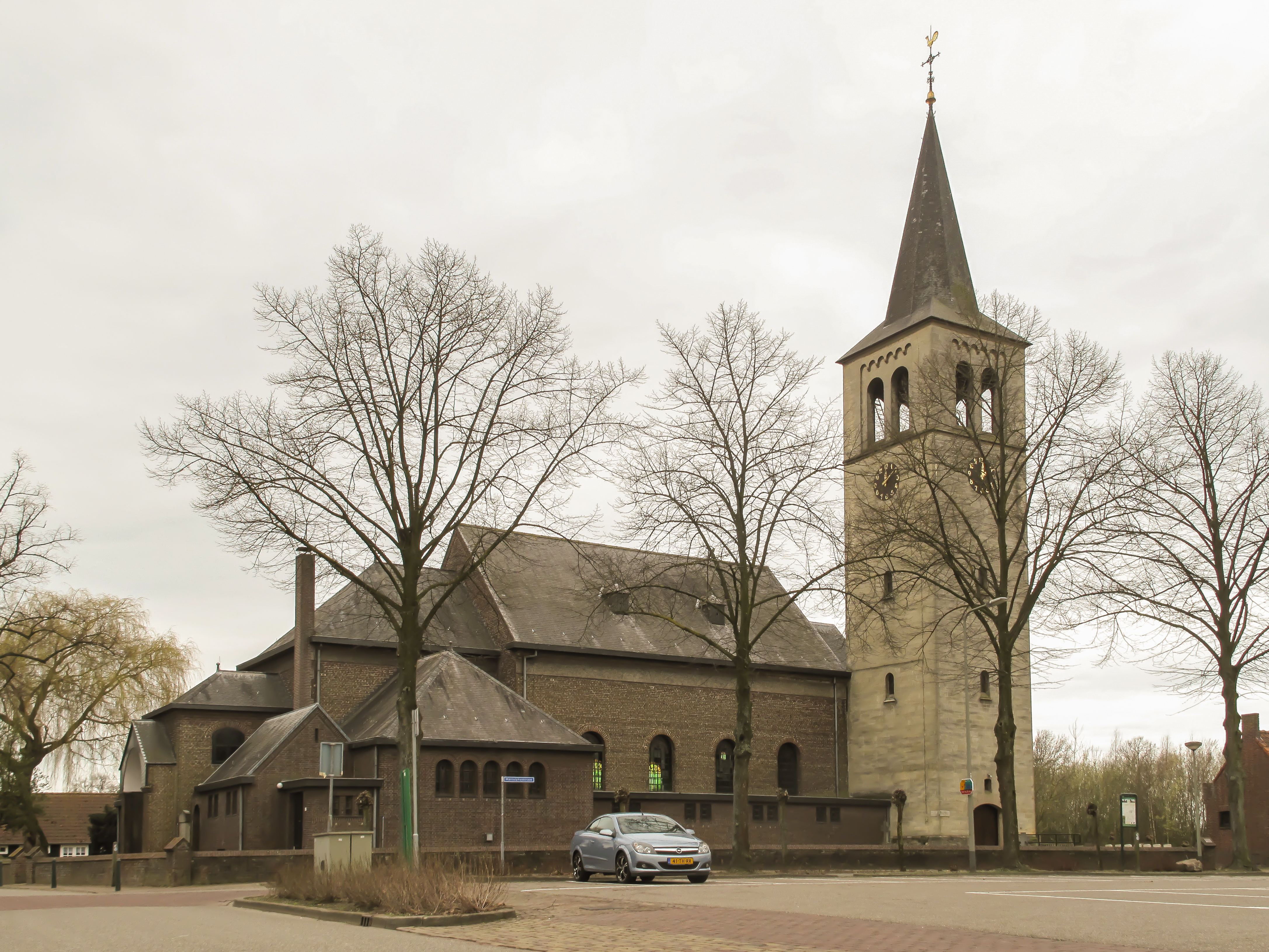
Église de Sint Jacobuskerk

Drapeau de Hunsel

Hunsel est une ancienne commune indépendante. Depuis le 1er janvier 2007, Hunsel a formé, avec les anciennes communes de Heythuysen, Haelen et Roggel en Neer, la nouvelle commune de Leudal.